# Cantó de Saint-Gildas-des-Bois
El cantó de Saint-Gildas-des-Bois (bretó Kanton Gweltaz-Lambrizig) és una divisió administrativa francesa situat al departament de Loira Atlàntic a la regió de Loira Atlàntic, però que històricament ha format part de Bretanya.

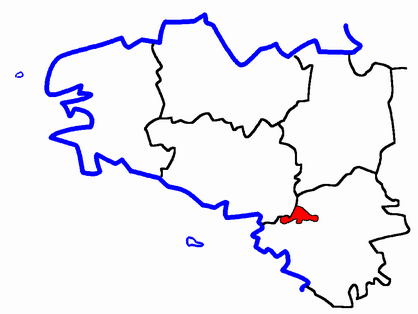
Situació del cantó

## Composició
El cantó aplega 5 comunes: 
| Nom francès           | Nom bretó         | Població | km²    | Codi Postal | Codi INSEE |
| Drefféac              | Devrieg           | 1.322    | 14,16  | 44530       | 44053      |
| Guenrouet             | Gwenred           | 2.408    | 69,90  | 44530       | 44068      |
| Missillac             | Merzhelieg        | 3.813    | 59,55  | 44780       | 44098      |
| Saint-Gildas-des-Bois | Gweltaz-Lambrizig | 3.059    | 33,42  | 44530       | 44161      |
| Sévérac               | Severeg           | 1.187    | 22,41  | 44530       | 44196      |
| Cantó                 | Gweltaz-Lambrizig | 11.789   | 199,44 | -           | 4436       |

## Història
| Data d'elecció                           | Identitat      | Partit           | Qualitat |
| ---------------------------------------- | -------------- | ---------------- | -------- |
| 1994-                                    | André Trillard | RPR, després UMP |          |
| les dades anteriors no són pas conegudes |                |                  |          |
|                                          |                |                  |          |